# Stiff-skin-Syndrom
Das Stiff-skin-Syndrom, englisch „steife Haut“,  ist eine sehr seltene angeborene Erkrankung mit einer Versteifung aufgrund einer Verhärtung der Haut, insbesondere über den Gelenken.
Synonyme sind: Kongenitale Pseudosklerodermie; englisch congenital fascial dystrophy; Easterly-McKusick syndrome; Stiff-man-Syndrom (Vgl. Hinweis auf gleichnamige andere Erkrankung Stiff-man-Syndrom weiter unten)
Die Erstbeschreibung stammt aus dem Jahre 1968 durch den Wiener Kinderarzt E. Pichler, die Namensbezeichnung bezieht sich auf die Autoren eines Berichtes von 1971 durch Nancy B. Esterly und Victor Almon McKusick.
Das Syndrom ist nicht zu verwechseln mit dem Stiff-man-Syndrom, einer seltenen neurologischen Erkrankung.

## Verbreitung
Die Häufigkeit wird mit unter 1 zu 1.000.000 angegeben.

## Ursache
Der Erkrankung liegen Mutationen im FBN1-Gen auf Chromosom 15 Genort q21.1 zugrunde, welches für Fibrillin 1 kodiert.
Es gibt eine autosomal-dominant vererbte und eine autosomal-rezessiv vererbte (seltenere) Form.

## Klinische Erscheinungen
Klinische Kriterien sind:
- Manifestation bereits bei Geburt oder in den ersten Lebensjahren
- Langsam zunehmende steinharte Induration und Verbacken der Haut mit den darunter liegenden Bindegeweben
- Bewegungseinschränkung insbesondere der Kniegelenke, Hüftgelenke, aber auch des Rumpfes
- tetanusartige sehr schmerzhafte Muskelkrämpfe
- vermehrte Behaarung und Hyperpigmentierung der besonderen betroffenen Hautabschnitte

Hinzu können Hautknötchen, meist den Finger- oder Zehengelenken, Kompression von Nerven, Skoliose und ein schmaler Brustkorb kommen.
Außerdem gibt es vornehmlich die Augen betreffende und segmentale Formen.

## Differentialdiagnose
Abzugrenzen ist die Systemische Sklerodermie.